# Byszewo (Grabowo)
Byszewo (niem. Büssow) – przysiółek wsi Grabowo w Polsce położona w województwie zachodniopomorskim, w powiecie łobeskim, w gminie Łobez.
Według danych z 29 września 2014 r. wieś miała mieszkańców 30 mieszkających w 6 domach.
Przez miejscowość przebiega droga wojewódzka nr 151.
W latach 1975–1998 miejscowość administracyjnie należała do województwa szczecińskiego.

## Zabytki
- park dworski, pozostałość po dworze[6]